# Osiny-Mokra Niwa
Osiny-Mokra Niwa – wieś w Polsce położona w województwie świętokrzyskim, w powiecie starachowickim, w gminie Mirzec.
W latach 1975–1998 miejscowość należała administracyjnie do województwa kieleckiego. 
Wierni Kościoła rzymskokatolickiego należą do parafii Matki Boskiej Częstochowskiej w Osinach.